# Conseil musulman de Belgique
Le Conseil musulman de Belgique (CMB) est créé dans les locaux du SPF Justice (rue de la Loi) le 14 mai 2023 et officiellement enregistré le 6 juin 2023. Sa cheville ouvrière est l'islamologue Michaël Privot. La présidente est Esma Uçan, Turque néerlandophone d'Anvers. Parmi la petite poignée de fondateurs figure Mimoun Aquichouh, imam à Vilvorde et président de la Fédération des mosquées marocaines de Flandre.
Le ministre fédéral de la Justice, Vincent Van Quickenborne, a reconnu cette nouvelle association comme organe représentatif provisoire du culte musulman en Belgique par arrêté royal du 12 juin 2023. 
Le ministre souhaitait combattre l'ingérence étrangère au sein de l'Exécutif des musulmans de Belgique (EMB).
Le Conseil est responsable de la gestion des parcelles musulmanes dans les cimetières, de la supervision des aumôniers et, seulement en Belgique francophone, de la formation des enseignants de religion islamique.

## Controverse et dysfonctionnements
Le changement de reconnaissance en 2023 et l'éviction de l'ancien Exécutif des musulmans de Belgique ont suscité une controverse dans la communauté musulmane. La reconnaissance du CMB est entrée en vigueur le 14 septembre 2023.
Cependant, le 16 juin 2025, en raison de dysfonctionnements au Conseil musulman de Belgique et de sa représentativité jugée insuffisante, la nouvelle ministre Annelies Verlinden n’accepte de prolonger le mandat d’organe représentatif du culte musulman que pour une durée d’un an. Elle souhaite une instance réellement inclusive, pluraliste et indépendante.
Le 9 avril 2024, la DH mettait en lumière les accointances de plusieurs dirigeants du Conseil musulman de Belgique avec les milieux extrémistes marocains.
Le Conseil musulman de Belgique ne représenterait que 86 mosquées, principalement d’origine marocaine, au sein d’une communauté, regroupée autour de 350 mosquées, d’un million de fidèles d’origines diverses, pas uniquement marocaine mais aussi turque, albanaise, bosniaque, pakistanaise, de nombreux pays africains, sans oublier wallonne ou flamande. Moins de cent mosquées sur plus de trois cents.
En conséquence, le Conseil musulman de Belgique n'est pas le représentant définitif des communautés musulmanes de Belgique. Une confusion, une forme de « chaos » est redoutée.